# Радхі Шенайшил
Радхі Шенайшил (араб. راضي_شنيشل, нар. 11 серпня 1966, Багдад) — іракський футболіст, що грав на позиції нападника. По завершенні ігрової кар'єри — тренер.
Виступав, зокрема, за клуби «Аль-Завраа» та «Катар СК», а також національну збірну Іраку.

## Клубна кар'єра
У дорослому футболі дебютував 1980 року виступами за команду «Аль-Тараян», в якій провів три сезони. Своєю грою за цю команду привернув увагу представників тренерського штабу клубу «Аль-Завраа», до складу якого приєднався 1983 року. Відіграв за багдадську команду наступні сім сезонів своєї ігрової кар'єри.
1990 року Шенайшил повернувся у свій попередній клуб, що змінив назву на «Аль-Кува», у де провів наступні три роки своєї кар'єри гравця.
З 1993 року п'ять сезонів захищав кольори катарського клубу «Аль-Іттіхад», після чого сезон 1998/99 провів в еміратському клубі «Шарджа», по завершенні якого повернувся до Катару і грав за клуби «Аль-Садд» та «Катар СК».
Завершив ігрову кар'єру у команді «Аль-Кува», у складі якої вже виступав раніше. Повернувся до неї 2005 року, захищав її кольори до припинення виступів на професійному рівні у 2006.

## Виступи за збірну
У 1989 році він грав у складі молодіжної збірної Іраку на молодіжному чемпіонаті світу в Саудівській Аравії, де грав у тому числі проти збірної Аргентини, відзначившись забитим м'ячем у її ворота, що дозволило іракській збірній перемогти в цьому матчі 1:0, виграти групу та вийти до чвертьфіналу турніру.
1988 року дебютував в офіційних матчах у складі національної збірної Іраку. У складі збірної був учасником кубка Азії 1996 року в ОАЕ, на якому іракська збірна досягла чвертьфіналу
. Протягом кар'єри у національній команді, яка тривала 12 років, провів у її формі 80 матчів, забивши 6 голів.

## Кар'єра тренера
По завершенні кар'єри гравця 2006 року, залишився у складі «Аль-Куви», очоливши тренерський штаб клубу, після чого був головним тренером іншої місцевої команди «Аль-Завраа».
У березні 2009 року Шенайшил керував національною збірною Іраку у двох товариських матчах проти Саудівської Аравії та Південної Кореї. В подальшому знову працював з іракськими клубами «Ат-Талаба» та «Аль-Завраа».
17 серпня 2011 року1 року прийняв пропозицію попрацювати з олімпійською збірною Іраку (U-23), з якою не зміг кваліфікуватись на Олімпійські ігри, зайнявши лише 3 місце у групі, через що покинув посаду і у 2012—2014 втретє працював з клубом «Аль-Завраа», а згодом очолив «Катар СК».
В кінці 2014 року, лише за місяць до старту Кубка Азії 2015 року в Австралії, Шенайшил очолив збірну Іраку, з якою несподівано зайняв 4 місце на турнірі. Він повернувся в «Катар СК» в лютому 2015 року, після того, як Кубок Азії закінчився, але пішов в відставку 26 жовтня 2015 року.
2016 року, недовго попрацювавши з клубом «Аш-Шорта», 15 квітня Шенайшил втретє став головним тренером збірної Іраку із завданням кваліфікації на чемпіонат світу 2018 року. Втім команда під керівництвом Радхі програла п'ять із семи ігор і 10 квітня 2017 року він був звільнений.
Наступним місцем тренерської роботи Шенайшила став клуб «Аль-Кува», головним тренером якого Радхі Шенайшил був з 2017 по 2018 рік.

## Титули і досягнення

### Як гравця
- Чемпіон Іраку:
  - «Аль-Завраа»: 1990–91
  - «Аль-Кува»: 1991–92
- Володар Кубка Іраку:
  - «Аль-Завраа»: 1981, 1982, 1989, 1990, 1991
  - «Аль-Кува»: 1992
- Володар Кубка Еміра Катару:
  - «Аль-Іттіхад»: 1995, 1996, 1997, 1998
  - «Ас-Садд»: 2000
- Чемпіон Катару
  - «Аль-Іттіхад»: 1997–98
  - «Ас-Садд»: 1999–00
  - «Катар СК»: 2002–03
- Володар Кубка шейха Яссіма
  - «Ас-Садд»: 2000
  - «Катар СК»: 2002, 2004
- Володар Кубка наслідного принца Катару
  - «Катар СК»: 2002

Збірні
- Переможець Юнацького (U-19) кубка Азії: 1988
- Переможець Кубка арабських націй: 1988

### Як тренера
- Чемпіон Іраку:
  - «Аль-Завраа»: 2010–11[en]